# ألفارو ميسين
ألفارو ميسين مورييو (بالإسبانية: Álvaro Mesén) (مواليد 24 ديسمبر 1972 في ألاخويلا، كوستاريكا) هو لاعب كرة قدم كوستاريكي دولي سابق كان يلعب كحارس مرمى. اعتزل اللعب عام 2010. سبق له أن لعب في كأس العالم لكرة القدم مع منتخب بلاده. بدأ مسيرته الرياضية عام 1992.

## المنتخبات الوطنية
كان أول ظهور له مع كوستاريكا في مباراة ودية أقيمت في نوفمبر 1999 ضد سلوفاكيا.

## روابط خارجية
- ألفارو ميسين على موقع الاتحاد الدولي (مؤرشف)  (الإنجليزية)
- ألفارو ميسين على موقع قاعدة بيانات كرة القدم.إي يو (الإنجليزية)
- ألفارو ميسين على موقع ناشيونال فوتبول تيمز (الإنجليزية)
- ألفارو ميسين على موقع Soccerway.com (الإنجليزية)